# 董遇
董 遇（とう ぐう、2世紀後半 - 3世紀前半）は、中国後漢末期～三国時代魏の儒学者・政治家。魏の大司農。字は季直。子は董綏、孫は董艾。兄に字を季中という人物がいる。男性。
主に魚豢『魏略』に事績が伝わっている。「読書百遍義自ずから見る」「三余」の故事で知られる。

## 略歴
木訥な性格で、学問を好んだ。後漢の興平年間（194年-195年）、兄とともに戦乱を避けて段煨の元に身を寄せた。生活は貧しく、自ら農業や行商で生計を立てたが、常に経書を手放さずに学問を続けた。兄はそんな董遇を笑ったが、董遇は学問を止めなかった。
建安のはじめ（196年頃）、孝廉に推挙され、黄門侍郎となった。献帝の侍講となり、親愛された。218年、吉本らが、実権を握る曹操の暗殺を企て誅殺されると、董遇も関与を疑われ左遷された。
曹操が西へ出陣した時、孟津にある弘農王（少帝、劉弁）の墓所を通りかかったことがあった。曹操は皇帝陵としての拝謁が必要か判断に迷い、周囲の者に聞いたが答えられなかった。そこで董遇は進み出て、「『春秋』によりますと、君主が即位して次の年を待たずに亡くなった場合、即位を認めません。弘農王は即位して日が浅く、暴臣（董卓）によって位を降ろされて藩国におられました。拝謁の必要はありません」と答えた。その結果、曹操軍は拝謁せずに素通りした。
魏の黄初元年（220年）、曹丕が魏皇帝となると、外地に出て郡太守となった。黄初2年（221年）8月付の鍾繇「薦季直表」は董遇の登用を進言した上奏文だが、これによると董遇は山陽太守となったが辞職して、許で衣食にも事欠く生活を送っていたという。
明帝の代になると中央に呼び戻され、侍中、大司農を歴任した。その後数年して病死した。
子の董綏も学問で名が知られ、魏で秘書監になった。孫の董艾は字を叔智といい、西晋で龍驤将軍となった。八王の乱で斉王・司馬冏の側近となるが、司馬冏が敗れると連座して誅殺された。

## 学問の逸話
はじめ『老子』を研究し、注釈を著した。また『春秋左氏伝』の注釈『朱墨別異』を著した。弟子への教育は、積極的に講義をするのでは無く、「読書百遍義自ずから見る」（どのような難しい書物でも繰り返し読めば、自ずと意味が理解出来るようになる）というのが方針だった。弟子に「生活が苦しくて余裕がありません」といわれると、董遇は「三余を使いなさい」と返した。「冬は1年の余りである。夜は1日の余りである。長雨は時の余りである（この3つを三余という）」と。董遇のこの方針に従う弟子は少なく、著書も詳しい業績も後世に残らなかった。